# Annegret Soltau
Annegret Soltau (* 16. Januar 1946 in Lüneburg) ist eine deutsche Künstlerin, die mit den Mitteln der inszenierten Fotografie und der Body Art eine eigenständige, radikal feministische Bildsprache entwickelt hat. Berühmt wurde sie durch ihre Fotovernähungen, bei denen sie großformatige Aktfotos von sich selbst zerschnitten, collagiert und mit Fäden fixiert hat.

## Leben und Werk
Ihre Kindheit verbrachte Annegret Soltau bei ihrer Großmutter in Elbstorf, Samtgemeinde Elbmarsch. Ausgebildet wurde sie als Malerin und Grafikerin an der Hochschule für bildende Künste Hamburg und der Akademie der bildenden Künste Wien (1967–1972) bei Hans Thiemann, Kurt Kranz, David Hockney und Rudolf Hausner. Seit 1973 lebt sie mit ihrem Ehemann, dem Bildhauer Baldur Greiner (Enkel Daniel Greiners), in Darmstadt; beide haben eine Tochter und einen Sohn.
Die erste Einzelausstellung mit Radierungen und Zeichnungen hatte die Künstlerin 1974 in Darmstadt, wo sie 1975/76 ihre Performance permanente Demonstration zeigte, in der sie sich mit schwarzem Faden „bezeichnete“ (umschnürte) und mehrere Personen miteinander verband (Ver-Bindungen): „Mein zentrales Anliegen ist, körperliche Prozesse in meine Bilder miteinzubeziehen, um Körper und Geist als gleichwertig zu verbinden“ (Annegret Soltau). So wurde für die Künstlerin ihr Körper zu einer Art Rohmaterial für ihre Arbeit. „Mittels der Video-Aufzeichnung beobachtete sie ihren eigenen Körper während des gesamten Zeitraums der Schwangerschaft und zeigte dabei äußerliche Veränderungen und gleichzeitig innere Zustände auf“ (…) (von H. Friedel: Das neue Selbstportrait im Katalog Videokunst in Deutschland 1963–1982. Hatje, Stuttgart 1982).
Annegret Soltau entwickelte ab 1975 die Fotoübernähung und Fotovernähung, in der sie erstmals den realen (haptischen) Faden mit fotografischem Material verbindet. Sie arbeitet mit dem Abbild ihrer eigenen Person und nahen Verwandten: „Ich nehme mich selbst zum Modell, weil ich mit mir am weitesten gehen kann.“
„Für ihre eigenwilligen Bildwerke, die sich in zahlreichen renommierten Sammlungen befinden, hat sie im Jahr 2000 den Wilhelm-Loth-Preis der Stadt Darmstadt erhalten.(…) In größter Beharrlichkeit und Radikalität setzt Annegret Soltau sich seit mehr als drei Jahrzehnten mit dem Bild ihrer Selbst auseinander. In ihren sinnlich greifbaren Fotoübernähungen und -vernähungen spinnt sie mit schonungslosen Nadelstichen Fäden über fotografische Selbstporträts, reißt Innenwelten auf und verschließt wiederum die so entstandenen Verletzungen mit Nadel und Faden. Auch wenn im Fokus ihrer Arbeit zu Beginn vor allem sie selbst steht, umfasst ihre Arbeit die Geschichte des Menschen insgesamt. Ihre Themen scheinen ebenso archaisch wie frappierend aktuell: Das Bild des Körpers, Gewalt, Schwangerschaft und Geburt, Generationenfolgen und die Suche nach den eigenen Wurzeln. Dabei ist ein Œuvre entstanden, das durch seine kontrastierenden Facetten besticht, seine Drastik und zugleich Intimität.(…) (Aus dem Einladungstext des Instituts Mathildenhöhe Darmstadt)“
Annegret Soltau ist Mitglied der Darmstädter Sezession, der Fotografischen Akademie in Leinfelden und im Deutschen Künstlerbund.
Sie unterrichtete neben ihrer künstlerischen Arbeit an mehreren Hochschulen und Akademien, so an der Hochschule für Gestaltung, Offenbach am Main, der Fachhochschule Bielefeld, der Johannes Gutenberg-Universität Mainz, der Hochschule Darmstadt und an der Internationale Sommerakademie für Bildende Kunst Salzburg.

## Werke
- Zeichnungen und Radierungen 1971–1974, neben Selbstdarstellungen porträtierte sie u. a. Gudrun Ensslin und Ulrike Meinhof sowie Ingeborg Bachmann
- permanente Demonstration Performance 1975/76
- Selbst Serie von Fotoübernähungen, 1975.
- schwanger Video-Performance und Fotocollagen 1977–80, (Katalog schwanger, Text: Gislind Nabakowski, Frankfurter Kunstverein 1983)
- Mutter-Glück 1978–86, Fotovernähungen, Text: Klaus Gallwitz, Portfolio: Edition Barbara Gross, München 1980
- Grima – mit Kind und Tier Fotovernähungen 1986–96 (Katalog „Grima“, Selk 1988 und „Fragmente des Ichs“, Mainz 1991)
- generativ Serie von Fotovernähungen mit Tochter, Mutter und Großmutter, 1993–2005, (Katalog Heilung, Städt. Galerie, Schwäbisch Hall 1994 und Katalog „ich selbst“ Institut Mathildenhöhe, Darmstadt 2006)
- Kali-Tochter lebensgroße Tochter-Bilder gedoppelt, 2000, (Katalog Mutiere ich oder verwandle ich mich? Hessisches Landesmuseum Darmstadt)
- N.Y.FACES – chirurgischeOperationen I-XXIII 2001–2002 (eine Serie entstanden nach dem Attentat am 11. September 2001 auf das ursprüngliche World Trade Center in New York City)
- Vatersuche I-XXXXXXIX 2003–2007, in dieser Arbeit dokumentiert die vaterlos bei ihrer Großmutter aufgewachsene Künstlerin die Suche nach ihrem im Zweiten Weltkrieg verschollenen Vater
- transgenerativ – VaterMutterTochterSohn 2004–2008, eine Fortführung der Arbeit generativ – mit Tochter, Mutter und Großmutter, in denen Soltau mit Fotos von ihrem Mann und ihrem Sohn auch die männliche Linie der Familie in ihre Vernähungen aufnimmt
- personal identity ab 2003 (work in progress), eine biografische Spurensuche in Selbstporträts mit eingenähten Original-Dokumenten und alltäglich genutzter Chipkarte. In dieser Serie hinterfragt die Künstlerin den Umgang mit der eigenen Identität im digitalen Informationszeitalter.
- KörperÖffnungen ab 2011. Die Bilder (Vernähungen) zeigen Teile des weiblichen Körpers zwischen dem Außen und dem Innen und manifestieren sich als Körper-Inseln.
- Covid-19, 2020–21

## Ausstellungen (Auswahl)
- 2006: Annegret Soltau – ich selbst, Ausstellungsgebäude der Darmstädter Künstlerkolonie[4]
- 2007: WACK! Art and the Feminist Revolution, Museum of Contemporary Art (MOCA), Los Angeles (Ausstellungsbeteiligung)[5] 2008: P, S. 1 Contemporary Art Center (MoMA PS1), New York City (Ausstellungsbeteiligung)[6]
- 2011: Annegret Soltau „Generativ“, „Goldhalle“ des Hessischen Rundfunks, Frankfurt am Main[7] (zeitweise zensiert[8][9])
- 2014: Annegret Soltau. Einheit und Trennung. Frauenmuseum Bonn[10]
- 2015: Feministische Avantgarde der 1970er Jahre, Werke aus der Sammlung VERBUND, Kunsthalle Hamburg; Gender in Art, Museum für Gegenwartskunst Krakau, Krakau, Polen
- 2015/2016: Rabenmütter – Zwischen Kraft und Krise: Mütterbilder von 1900 bis heute, Lentos Kunstmuseum Linz
- 2016: Priére de Toucher – Der Tastsinn der Kunst, Museum Tinguely, Basel
- 2017: Woman. Feministische Avantgarde der 1970er-Jahre aus der Sammlung Verbund, MUMOK, Wien[11]
- 2018: Silberglanz – von der Kunst des Alters, Niedersächsisches Landesmuseum Hannover
- 2017/2018 Feministische Avantgarde der 1970er-Jahre aus der Sammlung Verbund, Wien, Zentrum für Kunst und Medien, Karlsruhe;[12] 2018/2019 Dům umění, Brünn, Tschechien[13][14]
- 2017/2018: Die Kraft des Alters, Österreichische Galerie Belvedere, Wien
- 2020: Annegret Soltau: SPINNE, Richard Saltoun Gallery, London
- 2020: Annegret Soltau, Elvira Bach 0 Courtesy Galerie Kornfeld, Galerie Anita Beckers, Museum Bensheim
- 2021: MOTHER!, Louisiana Museum of Modern Art, Humlebæk, Dänemark
- 2021: Female Sensibility, Lentos Kunstmuseum Linz
- 2021: MUTTER!, Kunsthalle Mannheim
- 2021: Annegret Soltau: KörperSPRACHE, Galerie Anita Beckers, Frankfurt am Main
- 2021: Frauenkörper, Kurpfälzisches Museum Heidelberg
- 2021/2022: From Abramovic to Warhol, Louisiana Museum of Modern Art, Humlebæk (Präsentation neuer Werke aus der Sammlung)
- 2021/2023: New Arrivals – from Salvador Dali to Jenny Saville, Scottish National Gallery of Modern Art, Edinburgh
- 2022: Heroines–Heldinnen, Museum of Contemporary Art Vojvodina, Novi Sad, Serbien
- 2022: REBELDES – Laboratorio Experimental de practicas artisticas feministas, Museo de la Memoria y los Derechos Humanos, Santiago, Chile
- 2022: A Feminist Avant-Garde, Les Recontres d’Arles, Frankreich
- 2022: Venedigsche Sterne, Bündner Kunstmuseum, Chur
- 2022: An Alternative History of Photography, works from the Solander Collection, London
- 2022: Action, Gesture, Performance: Feminism, the Body and Abstraction, Whitechapel Art Gallery, London
- 2022: HIER BIN ICH – Künstlerinnenselbstportrait, Kunsthalle in Emden
- 2022/2023: MATTER, NON MATTER, ANTI-MATTER. Past Exhibition as Digital Experience, ZKM / Centre Pompidou, Paris
- 2023: Kochen, Putzen, Sorgen. Josef Albers Museum, Bottrop
- 2024: Stadt der Fotografinnen. Frankfurt 1844 – 2024. Historisches Museum, Frankfurt am Main[15]
- 2024: 20 Jahre SAMMLUNG VERBUND, Albertina, Wien
- 2024: ACTS OF CREATION: ON ART AND MOTHERHOOD, Arnolfini, Bristol
- 2024/2025: GROW IT, SHOW IT. Haare im Blick von Diane Arbus bis TikTok, Museum Folkwang, Essen
- 2024: MOTHER. Galerie Gisela Clement, Bonn
- 2024: 4-3-2-1 DARMSTADT, Institut Mathildenhöhe Darmstadt
- 2025: Motherhood. Annegret Soltau, Staatliche Kunsthalle Karlsruhe
- 2025: Unzensiert. Annegret Soltau – eine Retrospektive, Städelsches Kunstinstitut, Frankfurt am Main
- 2026: Annegret Soltau VATERSUCHE, Kunstforum der TU Darmstadt, Darmstadt

## Auszeichnungen
- 1986/87: Villa Massimo Stipendiatin, Rom
- 1999: Maria Sibylla Merian-Preis, Hessen
- 2000: Wilhelm-Loth-Preis, Darmstadt
- 2011: Marielies-Hess-Kunstpreis[16], Frankfurt am Main
- 2016: Johann-Heinrich-Merck-Ehrung, Darmstadt

## Schriften
- mit Bernadette Baumann: Begegnung. MS-Edition, Darmstadt 1977, ISBN 3-921982-13-8.
- Von innen nach außen. Merck, Darmstadt 1996.
- Pubertät – Tochterbilder. Edition Fotohof, Salzburg 1997, ISBN 3-901756-04-3.
- mit Karin Struck: Annäherungen an Ingeborg Bachmann. Liebig, Darmstadt 2003, ISBN 3-87390-172-2.
- Annegret Soltau Institut Mathildenhöhe, Darmstadt 2006, ISBN 3-935062-06-0.
- personal identity. Documents & Cards in Lifetime. SIT, Darmstadt 2007.
- self performing 1973–2010. Galerie Merkle, Stuttgart 2010, ISBN 978-3-9807594-4-1.
- ich selbst. Justus von Liebig Verlag, Darmstadt 2015, ISBN 978-3-87390-355-5.
- Annegret Soltau. Vatersuche. Hrsg. Museum Goch. Text: Stephan Mann / Francesco Colli, Verlag: edition clandestin, Biel 2024, ISBN 978-3-907262-69-6.